# Ole Gunnar Solskjær
Ole Gunnar Solskjær (* 26. února 1973 Kristiansund) je norský fotbalový trenér a bývalý profesionální fotbalista, který hrával na pozici útočníka. Svoji hráčskou kariéru ukončil v roce 2007 v dresu Manchesteru United, ve kterém strávil velkou část své profesionální kariéry. Mezi lety 1995 a 2007 odehrál také 67 zápasů v dresu norské reprezentace, ve kterých vstřelil 23 branek.
Po ukončení své hráčské kariéry se stal trenérem. Nejdříve působil u mládeže Manchesteru United, v roce 2011 začal trénovat norské Molde. Mezi lednem a zářím 2014 byl trenérem velšského klubu Cardiff City a po odchodu z klubu se stal opět trenérem Molde. V roce 2018 se stal hlavním trenérem Manchesteru United, který vedl až do svého odvolání v listopadu 2021.

## Klubová kariéra
Často byl označován za nejlepšího fotbalového náhradníka na světě. Nejpozoruhodnějším momentem tohoto přívlastku se stalo finále Ligy mistrů UEFA mezi jeho klubem Manchester United a Bayernem Mnichov v roce 1999, kdy přišel na hřiště 10 minut před koncem za stavu 0:1, ve třetí minutě nastavení ale strhl vedení na stranu Manchesteru a tak Manchester dokázal ještě v utkání zvítězit 2:1.

## Trenérská kariéra
Od ledna 2011 vedl v pozici trenéra norský klub Molde FK, který v téže sezóně 2011 dovedl poprvé v jeho stoleté historii k zisku ligového titulu v Tippeligaen. V sezóně 2012 dokázal s Molde titul obhájit.
Od prosince 2018 vedl prozatímně A-tým Manchesteru United, kde trénoval již dříve jeho rezervní tým. 28. března 2019 pak poté, co ve své funkci vyhrál 14 z 19 zápasů, podepsal s klubem smlouvu na tři roky a stal se řádným trenérem. Dne 21.11 byl po neúspěšných výsledcích odvolán z funkce trenéra Manchesteru United.

## Úspěchy

### Hráčské
- 6× vítěz Premier League (1996/97, 1998/99, 1999/00, 2000/01, 2002/03, 2006/07)
- 2× vítěz FA Cupu (1999, 2004)
- 1× vítěz Carling Cupu (2006)
- 1× vítěz Ligy mistrů (1998/99)
- 1× vítěz Interkontinentálního poháru (1999)
- 3× vítěz Community Shield (1996, 1997, 2003)